# Protestantische Kirche (Deidesheim)
Die Protestantische Kirche im rheinland-pfälzischen Deidesheim ist die Pfarrkirche der protestantischen Kirchengemeinde Deidesheims. Mit dem benachbarten Gemeindehaus unter der Adresse Weedgasse 10/12 liegt sie im historischen Stadtkern. Sie wird in der Denkmalliste des Landes Rheinland-Pfalz als Einzeldenkmal geführt.

## Geschichte
Die am 1. Dezember 1871 gezählten 144 Protestanten hatten keine eigene Kirche und waren auf die Simultankirche in Wachenheim angewiesen. Wegen des Weges dorthin plante man den Bau einer eigenen Kirche in Deidesheim. Am 15. Juli 1874 erwarb ein Komitee zur Erbauung einer protestantischen Kirche in Deidesheim, bestehend aus sieben Männern, von der Familie Stadler eine Scheune in der Weedgasse für 3000 Gulden. Das Komitee überließ am 16. Dezember desselben Jahres das Grundstück der protestantischen Kirche Wachenheims als der Muttergemeinde der Deidesheimer Protestanten. Die Pläne zum Umbau der Scheune zu einem Gotteshaus im Rundbogenstil stammten von dem Architekten Heinrich Erfle aus Dürkheim. Die Scheune wurde zu einem Gebetssaal von 10,30 m × 8,58 m mit drei Fensterachsen umgebaut, die Bauzeit erstreckte sich im Wesentlichen von Ende Juli 1874 und bis zum 2. November 1874.
Mit dem Anstieg der Zahl der Protestanten nach dem Zweiten Weltkrieg wurde die Kirche 1956/57 erweitert. Dabei ließ Architekt Fritz Höckelsberger aus Deidesheim die Kirche um eine zusätzliche Fensterachse erweitern und einen Chor, sowie eine Sakristei anbauen. Die Zahl der Sitzplätze in der Kirche stieg von 82 auf 179. Außerdem wurden die Fenster durch die Firma V. Saile aus Stuttgart erneuert.
Zugleich wurde ein Gemeindehaus südwestlich der Kirche errichtet, inklusive eines Zwischenbaus, der Kirche und Gemeindehaus verbindet. Die erneuerte Kirche und das Gemeindehaus wurden am 30. Juni 1957 eingeweiht, im Rahmen des Gustav-Adolf-Festes.
Im Jahr 1964 erhielt die Kirche ihre Orgel, sie wurde von der Firma Ott aus Göttingen eingebaut; 1986 wurde die Orgel ausgebessert.
Weitere Renovierungen erfolgten 1968 (Kircheninneres), 1974 (Dächer von Kirchenschiff und Kirchturm), 1988 (Kircheninneres). 1997 wurde die Kirche unter Denkmalschutz gestellt. 1998 wurde die Kirche komplett ausgeräumt und das Kircheninnere neu verputzt und gestrichen; Bänke, Säulen und Empore wurden neu lackiert. Vom 1. bis zum 3. September 2000 feierte die protestantische Kirchengemeinde Deidesheims das 125-jährige Kirchenjubiläum.

## Turm
Auf dem Dach saß ein hölzerner Dachreiter, in dem zwei Glocken aufgehängt wurden, der jedoch die beiden Glocken nicht auf Dauer zu tragen vermochte; wegen des Drucks unter deren Gewicht wurden der Dachstuhl und das Gemäuer der Kirche mehrmals beschädigt. Deswegen wurden die Glocken abgehängt und ein neuer Turm geplant; der Dachreiter wurde entfernt. Am 19. Mai 1890 genehmigte Prinzregent Luitpold von Bayern die Pläne zur Errichtung eines neuen Kirchturms, die der Neustadter Techniker Conrad Rettinger erstellt hatte. Der Turm wurde zwischen August und November 1890 errichtet. In diesem wurden die beiden Glocken aufgehängt und eine dritte, die 1890 von der Glockengießerei Hamm aus Frankenthal gefertigt worden war. Der Turmhahn und der Turmknopf wurde im Februar 1891 von Adam Platz geschaffen und am 5. März 1891 auf den Turm aufgesetzt.

## Architektur
Der bescheidene Bau mit neuromanischen Elementen als Weiterführung des bayerischen Rundbogenstils ist ein nach Westen ausgerichteter Saalbau, dessen Turm südlich des Schiffes Richtung Weedgasse steht. Das Kirchenschiff mit rundbogigen Fenstern trägt ein Satteldach.
Der dreigeschossige aus gelben Sandsteinquadern errichtete Turm ist unverputzt und hat eine Höhe von 25 Metern. Im obersten, mit doppelbogigen Schallfenstern versehenen Geschoss befinden sich die Glocken. Das Portal auf der Südseite des Turms wird im Gewände von Kehle und Rundstab gerahmt. Auf dem Bogen über dem Portal ist die Inschrift „Des Herren Wort bleibt in Ewigkeit“ eingelassen. Der Turmhelm ist achteckig und schiefergedeckt.